# Honda Capa
O Honda Capa é Hatchback produzido pela Honda entre 1998 e 2002, que era oferecido em versões com transmissão continuamente variável (CVT).
Seu conceito foi baseado no slogan pequeno é inteligente. A facilidade de uso na vida cotidiana, compacidade, leveza e simpatia ao meio ambiente foram alguns dos critérios incorporadas ao design. A proposta era de que o Capa era para ser alegre. Ele foi projetado com a intenção de criar um carro para ser o do tamanho ideal para dirigir na cidade. Um carro acomodasse a família, com amplo altura de pé direito e muito espaço para as pernas. Para conseguir essa façanha, Honda projetou o chassi baseado em um pacote de duplo deck.